# Odone Bonecase
Odone Bonecase (zm. 1162) – włoski kardynał.

## Życiorys
Wywodził się z rzymskiej arystokracji. Nominację kardynalską z tytułem diakona San Giorgio in Velabro otrzymał od Innocentego II prawdopodobnie w marcu 1132. Podpisywał bulle papieskie między 8 marca 1132 a 1 grudnia 1161. Od 1149 roku był protodiakonem Świętego Kolegium. W 1154-55 działał jako legat papieski we Francji. W trakcie podwójnej elekcji w 1159 poparł prawnie obranego papieża Aleksandra III i koronował go w dniu 20 września] 1159.
Niekiedy jest mylony z biskupem Ceseny o imieniu Odone (ok. 1155).